# Fox-Amphoux
Fox-Amphoux is een gemeente in het Franse departement Var (regio Provence-Alpes-Côte d'Azur) en telt 375 inwoners (1999). De plaats maakt deel uit van het arrondissement Brignoles.

## Geografie
De oppervlakte van Fox-Amphoux bedraagt 38,8 km², de bevolkingsdichtheid is 9,7 inwoners per km².
De onderstaande kaart toont de ligging van Fox-Amphoux met de belangrijkste infrastructuur en aangrenzende gemeenten.

## Demografie
Onderstaande figuur toont het verloop van het inwonertal (bron: INSEE-tellingen).

## Geboren in Fox-Amphoux
- Paul Barras (1755-1829), staatsman tijdens de Franse Revolutie (Directoire)